# クリスティ・ドーラン
クリスティ・ドーラン（Christy Doran、1949年6月21日 - ）は、アイルランドのダブリンで生まれ、スイスのルツェルンで育ったジャズ・ギタリストである。
ドーランは、1970年代にフレディ・スチューダー、ウルス・ライムグルーバー、ボビー・ブリとともにOMを結成した。このアンサンブルはECMレコードに録音を残している。彼とスチューダーは、1990年代にジミ・ヘンドリックスのトリビュート・プロジェクトにも取り組んだ。ドーランは、マーティ・アーリック、ロバート・ディック、レイ・アンダーソン、ハン・ベニンク、アルベルト・マンゲルスドルフ、ルイ・スクラヴィス、マリリン・マズール、ハーブ・ロバートソン、ジョン・ウルフ・ブレナン、パトリス・ヘラル、ジャマラディーン・タクマ、フィル・ミントン、ジョー・マクフィー、カーラ・ブレイなどのフリー・ジャズやアヴァンギャルド・ジャズのミュージシャンと協力してきた。ドーランは1997年にNew Bagを結成し、1998年から2000年までこのアンサンブルで世界をツアーした。ドーランは1990年以来、ルツェルン音楽大学 (Musikhochschule Luzern)で教鞭をとってきた。

## ディスコグラフィ

### リーダー・アルバム
- Harsh Romantics (1984年)
- Christy Doran's May 84 (1985年)
- The Returning Dream of the Leaving Ship (1986年)
- Red Twist & Tuned Arrow (1987年、ECM)
- Henceforward (1988年)
- Christy Doran's Phoenix (1989年、hatArt)
- 『コーポレート・アート』 - Corporate Art (1991年、JMT) ※with マーク・アライアス、ボビー・プレヴィット、ゲイリー・トーマス
- What a Band (1991年、Hathut)
- 『2台のコントラバスとエレクトリック・ギターとパーカッションの為の音楽』 - Musik für zwei Kontrabässe, elektrische Gitarre und Schlagzeug (1991年、ECM)
- Play the Music of Jimi Hendrix (1995年、Intuition)
- Race the Time (1997年)
- Shaman (2000年)
- Black Box (2002年)
- Heaven Is Back in the Streets (2003年、Double Moon)
- Triangulation (2004年、Leo)
- Confusing the Spirits (2004年)
- Perspectives (2005年、Between the Lines)
- Jimi (2005年、Challenge)
- La Fourmi (2005年)
- Now's the Time (2006年)
- The Competence of the Irregular (2009年、Between the Lines)
- Triangulation: Whirligigs (2010年、Leo)

### コラボレーション
- No. 9 (2013年、Leo) ※with Yang Jing[4][5]
- Belle Epoque (2016年、Between the Lines) ※Christy Doran's Sound Fountain名義
- Call Me Helium (2016年、Double Moon) ※with ジャマラディーン・タクマ、フレディ・スチューダー、エリカ・スタッキー
- Kontaktchemie (2016年、Boomslang Records) ※with アルフレッド・ヴォーゲル[1][6]

### 参加アルバム
レイ・アンダーソン & ハン・ベニンク
- Azurety (1994年、hat ART)
- Cheer Up (1995年、hat ART)

ジョー・マクフィー
- Linear B (1990年、hat ART)